# Сєверне (Абайський район)
Сє́верне (каз. Северное) — село у складі Абайського району Карагандинської області Казахстану. Входить до складу Коксунського сільського округу.
Населення — 501 особа (2021; 254 у 2009, 286 у 1999, 379 у 1989).
Національний склад станом на 1989 рік:
- росіяни — 67 %.